# Одного разу на Новий рік (фільм, 2011)
«Якось на Новий рік» (рос. Однажды в Новый год) — український телевізійний художній фільм 2011 року, мелодрама режисера Ахтема Сейтаблаєва.

## Синопсис
Герої готувались провести свято в сімейному колі. Але деякі обставини докорінно змусили їх змінити плани і Новий рік перетворився на казку!..

## У ролях
- Кирило Жандаров
- Олена Лагута
- Веніамін Прібура
- Ярослава Гуменюк
- Вікторія Малекторович
- Ігор Гнєзділов — Борис Наумович Назарян
- Софія Письман
- Михайло Кукуюк
- Дмитро Суржиков
- Костянтин Войтенко